# Livorno
Livorno är en stad och kommun i provinsen med samma namn i Toscana i Italien. Kommunen hade 157 783 invånare (2018) och gränsar till kommunerna Collesalvetti, Pisa och Rosignano Marittimo. Ön Gorgona ligger i kommunen. Det största fotbollslaget från staden heter AS Livorno Calcio.

## Geografi
Livorno ligger söder om floden Arnos mynning vid den del av Medelhavet som kallas Tyrrenska havet.

## Näringsliv
Livorno har varvs- och metallindustri. Staden har oljeraffinering och kemisk industri som är knuten till detta. Staden är en örlogsbas och en viktig färjehamn. Livorno har också glasindustri och är en turistort.

## Historia
Livorno som 1421 kom under Florens styre var fram till 1500-talet en obetydlig hamnplats. Då skapade huset Medici starka befästningar, stora hamnanläggningar och gjorde staden till frihamn. 1593 blev Livorno en fristat för förföljda judar och protestanter, och proklamerades 1691 som fri och netutral stad. Livorno fick en betydande handel på Levanten och beundrades av 1700-talets upplysningsmän och liberaler som idealbilden av en porto franco. Dess fristadsrättigheter upphävdes 1868.

## Kända personer från Livorno
- Francesco Bonaini (1806-1874), historiker, arkivarie
- Carlo Ciampi (1920-2016), politiker, premiärminister, president
- Galeazzo Ciano (1903-1944), fascistisk utrikesminister
- Voltolino Fontani (1920-1976), konstnär
- Cristiano Lucarelli (1970), fotbollsspelare
- Maurizio Micheli (1947), skådespelare
- Amedeo Modigliani (1884-1920), tecknare, målare, skulptör
- Moses Montefiore (1784-1885), bankman, filantrop

## Externa länkar

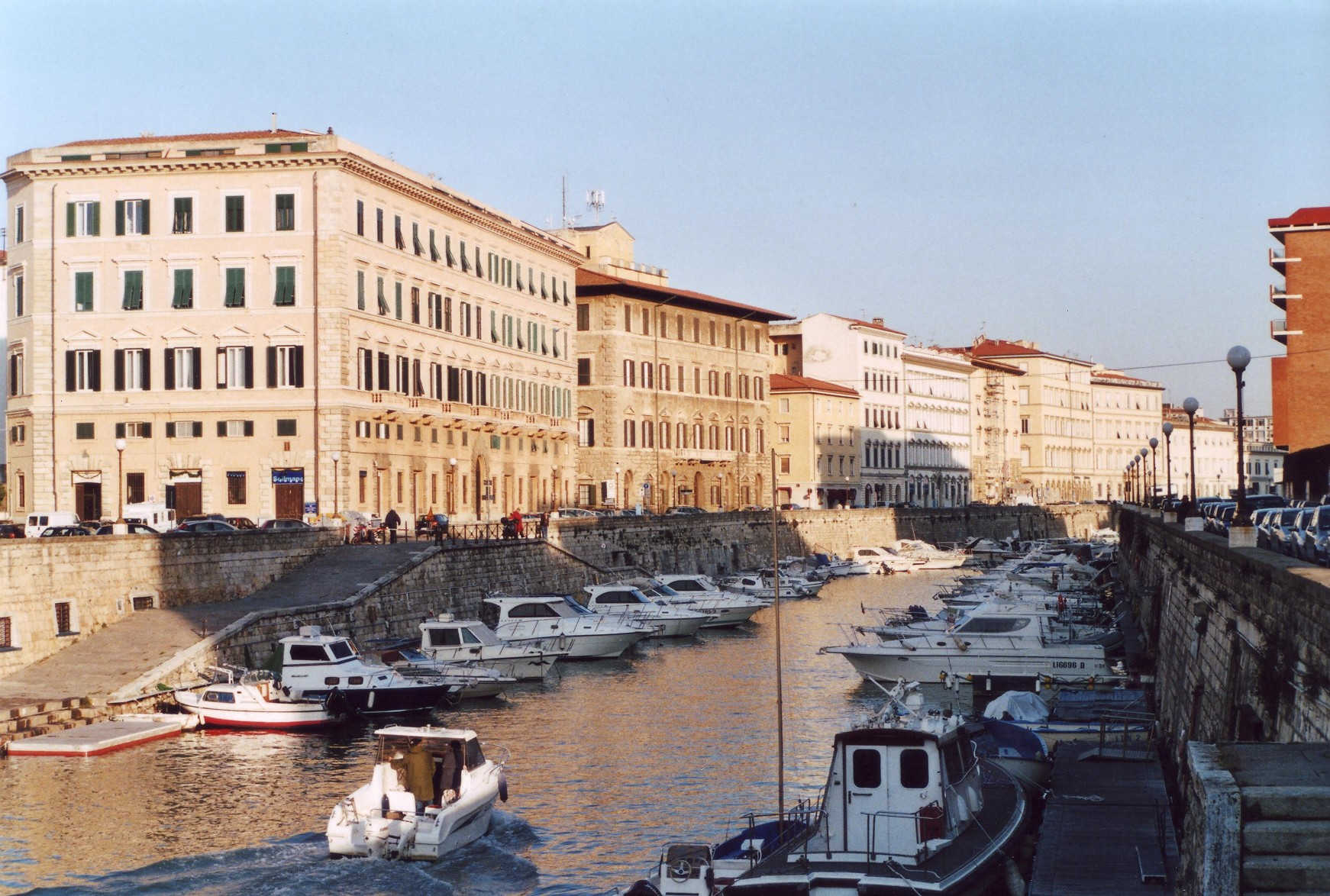
Fosso reale

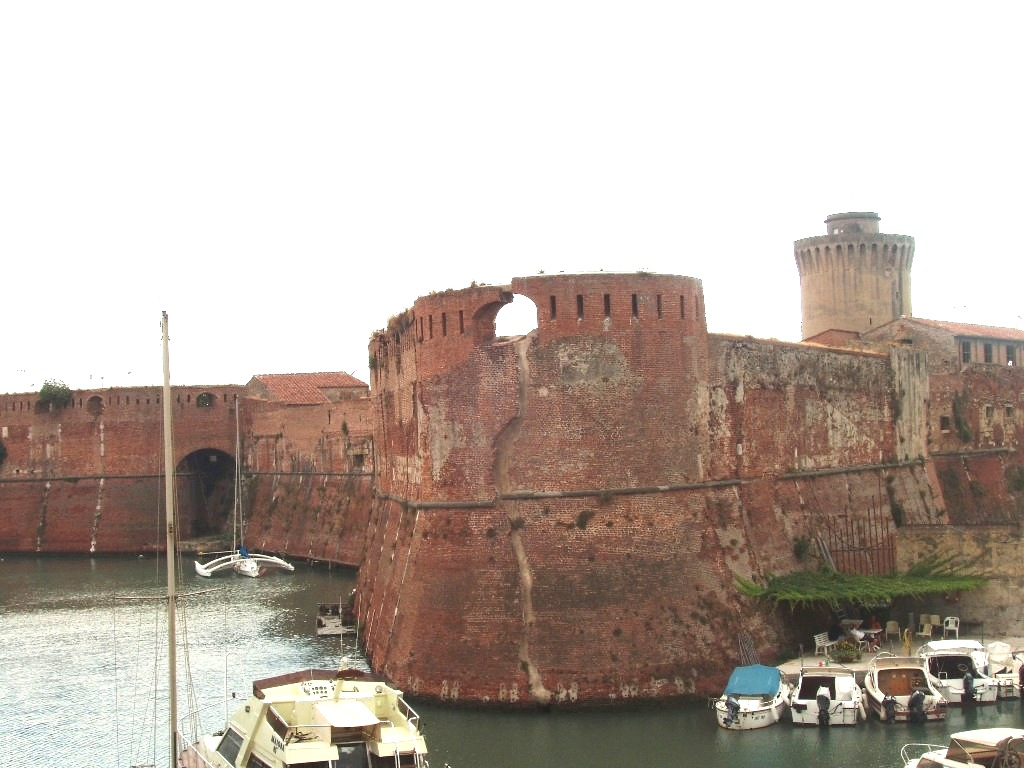
Fortezza Vecchia